# Bonnencontre
Bonnencontre is een gemeente in het Franse departement Côte-d'Or (regio Bourgogne-Franche-Comté) en telt 368 inwoners (2004). De plaats maakt deel uit van het arrondissement Beaune.

## Geografie
De oppervlakte van Bonnencontre bedraagt 11,0 km², de bevolkingsdichtheid is 33,5 inwoners per km².
De onderstaande kaart toont de ligging van Bonnencontre met de belangrijkste infrastructuur en aangrenzende gemeenten.

## Demografie
Onderstaande figuur toont het verloop van het inwonertal (bron: INSEE-tellingen).